# Ocyusa brevipennis
Ocyusa brevipennis är en skalbaggsart som beskrevs av Max Bernhauer 1906. Ocyusa brevipennis ingår i släktet Ocyusa och familjen kortvingar. Inga underarter finns listade i Catalogue of Life.